# Clovia froggatti
Clovia froggatti är en insektsart som beskrevs av William Lucas Distant 1911. Clovia froggatti ingår i släktet Clovia och familjen spottstritar. Inga underarter finns listade i Catalogue of Life.